# نیروی هوایی سلطنتی نروژ
نیروی هوایی پادشاهی نروژ (نروژی: Luftforsvaret) نیروی هوایی زیرمجموعه نیروهای مسلح نروژ است، که فعالیت خود را از سال ۱۹۴۴ آغاز کرد.